# Erick Samuel Correa Farias
Erick Samuel Correa Farias (født 3. januar 1997) er en brasiliansk fodboldspiller, der i øjeblikket spiller for Vejle Boldklub.
Den 31. august 2017, på transfervinduets sidste dag, annoncerede Vejle Boldklub på klubbens hjemmeside, at Erick havde underskrevet en 3-årig kontrakt med klubben. Dette skete efter 14 dages vellykket prøvetræning, hvor klubben havde set spilleren an.
Erick Farias fik sin debut den 10. september 2017, da han kom ind i udekampen mod Vendsyssel FF. Han fik otte kampe i sin første halvsæson i klubben, men formåede ikke at score.
Farias har sin fodboldopdragelse i den brasilianske storklub Grêmio, hvor han har spillet de seneste 11 år.

## References
1. 1 2  Christensen, L 2017, Brasilianske Erick Farias skriver med VB Arkiveret 11. februar 2017 hos  Wayback Machine, Vejle Boldklub, vejle-boldklub.dk, besøgt 3. september 2017.
2. ↑  "Arkiveret kopi". Arkiveret fra originalen 8. januar 2018. Hentet 7. januar 2018.